# Raymond Lyttleton
Raymond Arthur Lyttleton FRS (Oldbury, 7 de maio de 1911 — 16 de maio de 1995) foi um matemático e astrônomo teórico britânico.
Nasceu em Oldbury, área de Worcestershire, e foi educado no King Edward VI Five Ways, seguindo depois para o Clare College, Cambridge, para estudar matemática, graduando-se em 1933. Foi eleito fellow do St John's College (Cambridge) em 1937 e indicado lecturer em matemática no mesmo ano (até 1959). Foi reader de astronomia teórica de 1959 a 1969, sendo depois para ele criada uma cátedra sobre o assunto.
Foi eleito Membro da Royal Society em 1955, com a citação: "Destacado por seu trabalho em astronomia. Autor de diversos artigos sobre a origem e desenvolvimento do sistema solar, e notável por sua modificação da teoria das colisões. Mostrou a partir de trabalhos de Cartan que a fissão de um planeta por rotação geraria dois corpos independentes, e consequentemente que a teoria da fissão de estrelas binárias é insustentável ("The Stability of Rotating Liquid Masses, 1953").
Foi laureado com a Medalha Real de 1965, "em reconhecimento à sua significativa contribuição à astronomia, em particular por seu trabalho sobre a estabilidade dinâmica de galáxias".

## Prémios e honrarias
- 1959 - Medalha de Ouro da Royal Astronomical Society[3]
- 1965 - Medalha Real[4]

## Obras
- The Comets and Their Origin (1953)
- The Stability of Rotating Liquid Masses (1953)
- The Modern Universe {1956}
- Rival Theories of Cosmology {1960}
- Man's View of the Universe (1961)
- Mysteries of the Solar System (1968),
- The Earth and its Mountains (1982)
- The Gold Effect (1990)